# Судимир (присілок)
Судимир (рос. Судимир) — залізнична станція в Жиздринському районі Калузької області Російської Федерації.
Населення становить 330 осіб. Входить до складу муніципального утворення Присілок Младенськ.

## Історія
Від 2004 року входить до складу муніципального утворення Присілок Младенськ

## Населення
1. Н/Д[2]